# Lluís II de Provença

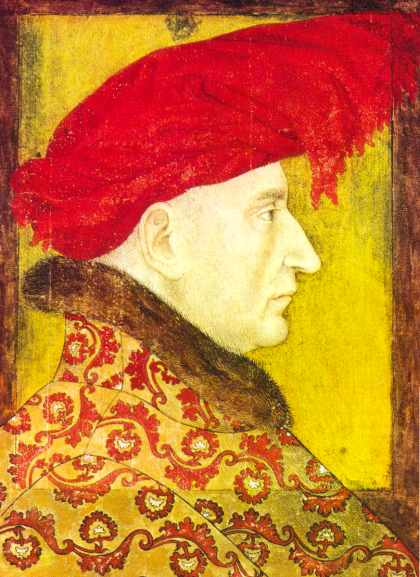
Lluís II d'Anjou

Lluís II de Provença o Lluís II d'Anjou (Tolosa 1377 - Angers, França 1417), duc d'Anjou (1384-1417); comte de Provença (1384-1417); rei titular de Nàpols (1384-1389) i (1399-1417) i rei de Nàpols (1390-1399).

## Antecedents familiars
Fill del comte de Provença, rei de Nàpols i duc d'Anjou Lluís I d'Anjou i la seva esposa Maria Chatillon-Blois. Era net per línia paterna de Joan II de França i Judit de Bohèmia, mentre que per línia materna ho era de Carles de Blois i Joana de Penthièvre.
A la mort del seu pare heretà el comtat de Provença, mentre que rivalitzà amb Carles III i Ladislau I, fill de l'anterior, pel Regne de Nàpols.

## Lluita pelRegne de Nàpols
El 1384 és proclamat rei de Sicília a la catedral de Bari i l'1 de novembre de 1389, és coronat rei de Nàpols a Avinyó, en presència de Carles VI de França, per l'antipapa Climent VII. Rivalitzà amb el seu cosí Ladislau I de Nàpols pel tron napolità. El 1390 manà una expedició vers la ciutat de Nàpols i aconseguí capturar-la i expulsar-ne Ladislau, i el 10 d'abril de 1392 Tommaso da San Severino i Bernabò da San Severino, en favor de Lluís de Provença van derrotar i capturar en una emboscada a Ascoli Satriano Alberico da Barbiano i Otó de Brunswick, que lluitaven per Ladislau. Lluís de Provença va retenir el tron, i l'abril de 1393 la flota de Bernabò da San Severino va aixecar el nou setge a Nàpols que Ladislau havia iniciat, i a continuació es va dirigir a aixecar el setge de Sorrento que havia establert Giovanni di Trezzo, i l'any següent va atacar Aversa, on va derrotar els partidaris de Ladislau.
En 1400, mort Bernabò da San Severino i amb Tommaso da San Severino passat al bàndol de Durazzo, un cop llicenciat Alberico da Barbiano del seu càrrec per a Joan Galeàs Visconti, aquest fou cridat en d'auxili de Ladislau, que s'havia refugiat a Gaeta quan Lluís va prendre Nàpols, va acampar en Afragola, i quan els nobles napolitans van donar suport a Lluís, aquest va cridar la flota de i va desembarcar a la capital, posant setge al Castell Nou, del que Lluís II de Provença va fugir per mar a Provença. El 1410, aliat amb l'antipapa Joan XXIII de Pisa, atacà Ladislau I i el derrotà a la batalla de Roccasecca l'any 1411. Ladislau va tenir temps per reagrupar-se i el 12 de juliol Lluís va tornar a Roma, però el 3 d'agost la manca de diners i el descontentament dels seus líders el van obligar a tornar definitivament a la Provença. Ladislau va poder continuar sense molèsties la seva campanya per conquerir Itàlia, que però no va completar, ja que va morir prematurament el 6 d'agost de 1414.

## Núpcies i descendents
El 1400 es casà, a Arle, amb Violant d'Aragó, filla de Joan I de Catalunya-Aragó i de Violant de Bar, del qual tingué:
- Lluís III de Provença (1403-1434), duc d'Anjou, rei de Nàpols i comte de Provença
- Maria d'Anjou (1404-1463), casada amb el rei Carles VII de França
- Renat I de Nàpols (1408-1480), duc d'Anjou, rei de Nàpols i comte de Provença
- Violant d'Anjou (1412-1440), casada amb Francesc I de Bretanya, duc de Bretanya
- Carles d'Anjou, (1414-1472), comte de Maine

Pel seu matrimoni amb Violant d'Aragó, Lluís II va tenir la possibilitat de lluitar pel tron d'Aragó, ja que el pare de Violant havia mort el 1396, i el seu oncle el rei Martí I el 1410, sense descendència legítima.
Va morir al seu castell d'Angers, al centre del ducat d'Anjou, el 29 d'abril de 1417.